# Trophée du commissaire
Pour le trophée de la défunte Ligue internationale de hockey, voir Trophée du Commissaire (LIH).
Le trophée du commissaire (en anglais : Commissioner's Trophy) est un trophée récompensant les vainqueurs de la Série mondiale de baseball, qui est la série finale annuelle de la Ligue majeure de baseball.
Contrairement à la Coupe Stanley de la Ligue nationale de hockey qui est transférée d'un club à l'autre lorsqu'un champion en détrône un autre, un trophée du commissaire est conçu chaque année et appartient définitivement à l'équipe gagnante de la Série mondiale.

## Histoire
La Série mondiale de baseball est disputée pour la première fois en 1903, mais c'est en 1967 qu'un trophée est remis aux vainqueurs, en l'occurrence les Cardinals de Saint-Louis qui venaient de battre les Red Sox de Boston. Le trophée, qui n'a jusque-là pas de nom, n'est baptisé qu'en 1985 alors que l'on couronne les Royals de Kansas City, et son nom fait référence à la fonction de commissaire du baseball. 
Le trophée était au départ présenté aux champions dans le vestiaire après le match. Les Marlins de la Floride sont la première équipe à avoir reçu le trophée du commissaire sur le terrain, au Pro Player Stadium de Miami après avoir gagné la Série mondiale 1997. Depuis, lorsqu'un club remporte le dernier match de la série finale devant ses partisans, une cérémonie se tient sur le terrain immédiatement après la conclusion de la partie. Si l'équipe locale voit son adversaire l'emporter, le trophée est remis aux vainqueurs dans le vestiaire.

## Design

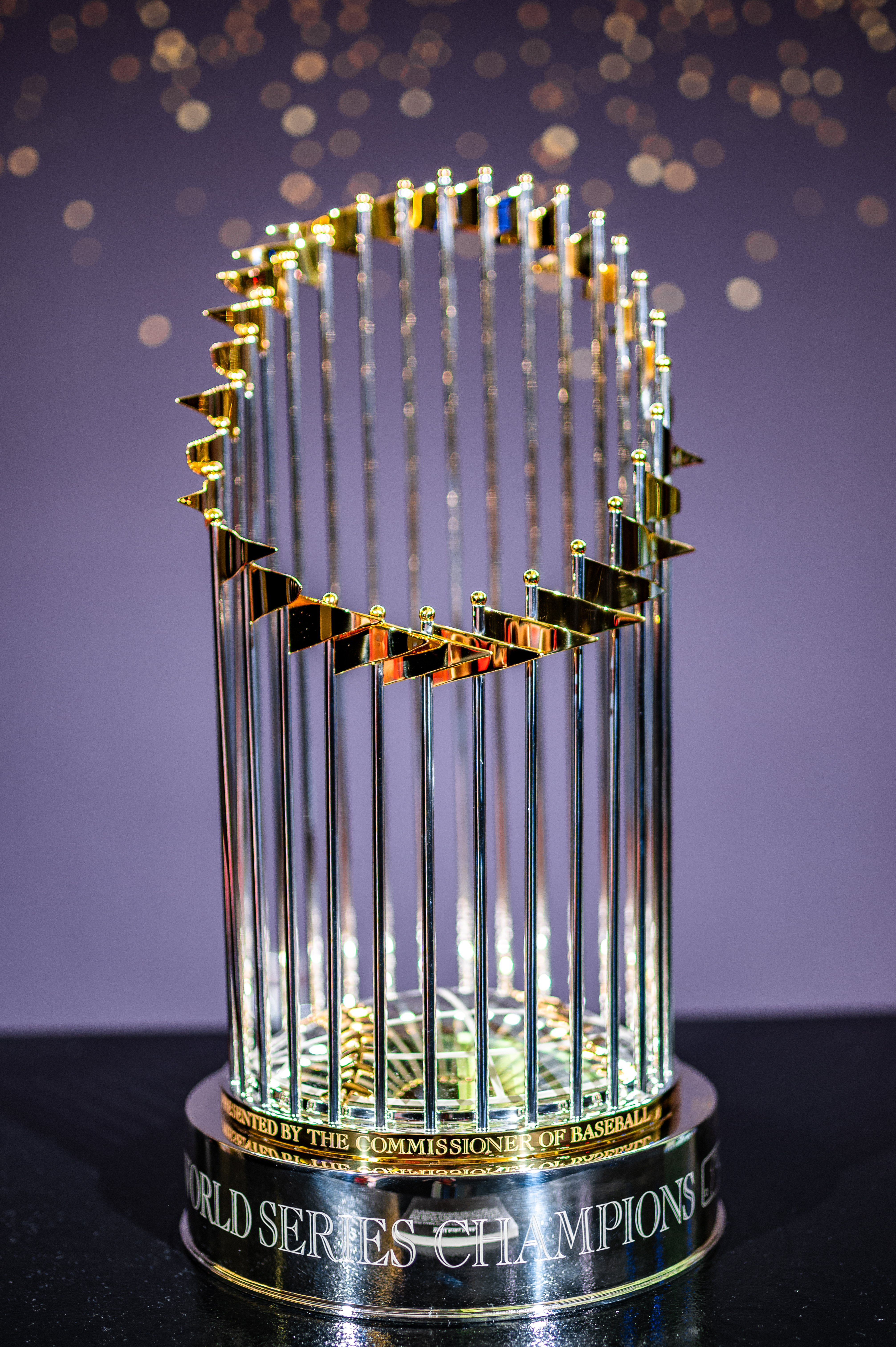
Trophée du commissaire

Le trophée original est fabriqué en 1967 par Lawrence Voegele, d'Owatonna, Minnesota. 
Une nouvelle version du trophée du commissaire fut présentée pour la première fois en octobre 2000, les Yankees de New York étant les champions cette année-là. Réalisé par les artisans de Tiffany & Co. à partir de plus de 200 kg d'argent sterling, le trophée actuel est haut de 60,9 centimètres (24 pouces) sans compter son socle, a un diamètre de 27,9 centimètres (11 pouces) et pèse environ 13 kg et demi (30 livres). Trente drapeaux, un pour chacune des équipes de la Ligue majeure de baseball, sont plantés sur le trophée et une balle de baseball et ses coutures y sont dessinées en vermeil 24 carats. Les mots « champions de la Série mondiale » (« World Series Champions ») et « présenté par le commissaire du baseball » (« Presented by the Commissioner of Baseball ») sont gravés sur la base.